# جایزه بزرگ مجارستان
جایزه بزرگ مجارستان (انگلیسی: Hungarian Grand Prix، مجاری: Magyar Nagydíj) یک گراند پری از سری مسابقات قهرمانی فرمول یک است که از سال ۱۹۳۶ تاکنون در پیست هونگارورینگ واقع در مودیورود، مجارستان برگزار می‌شود. پرافتخارترین راننده در این گراند پری لوییس همیلتون بوده‌است که در مجموع ۷ بار پیروز این مسابقه شده‌است. همچنین در میان سازندگان نیز مک‌لارن با ۱۱ بار پیروزی در این گراند پری، تاکنون پرافتخارترین سازنده در مجارستان بوده‌است.